# Стрендур
Стрендур (фар. Strendur) — населённый пункт, расположенный на острове Эстурой, входящем в состав Фарерского архипелага. Находится на западном берегу Скоала-фьорда. Является административным центром коммуны Шоувар. В апреле 2023 года население Стрендура составляло 1004 человека.
В городе находится одна из традиционных фарерских деревянных церквей, построенная в 1834 году. Во время оккупации рядом со Стрендуром располагась одна из огневых точек, защищавших вход во фьорд. К югу от города расположен мыс Рактенджи, на котором находится памятник всем погибшим в море и с которого открывается красивый вид на окраины Торсхавна. Также недалеко от города находится один из въездов в Эстуройский тоннель.